# Port Mulberry
Els ports Mulberry van ser un tipus de port artificial construït durant la Segona Guerra Mundial davant la necessitat de comptar amb ports on descarregar el material en la invasió del continent europeu per part dels aliats. Van ser creats a partir de la unió de diversos blocs de formigó preformats que, transportats a través del Canal de la Mànega a flotació, van ser enfonsats una vegada a la ubicació definitiva. De la forma ideada, constituïda per blocs units un a un, va sorgir el nom de port «mulberry» a causa de la seva similitud a una mata de mores. D'aquest tipus de ports, se'n van transportar 2 durant la invasió de Normandia, un dels quals, construït a la platja d'Omaha, va ser arrasat per una forta tempesta alguns dies després de la seva creació i l'altre, situat a Arromanches, va ser de gran utilitat.